# Propebela arctica
Propebela arctica är en snäckart som först beskrevs av Arthur Adams 1855.  Propebela arctica ingår i släktet Propebela och familjen kägelsnäckor. Inga underarter finns listade i Catalogue of Life.